# 天壘城六
天壘城六（寶瓶座18，18 Aquarii）是在天球赤道上的星座，寶瓶座的一顆發出黃白色光的巨大恆星。寶瓶座18的名稱來自英國天文學家約翰·佛蘭斯蒂德在1712年首度發表的佛氏命名法。這顆恆星的視星等為5.49等，因此肉眼難以看見，它與地球的距離約為154光年（47秒差距）。
這是一顆F-型主序星，光譜類型為F0V。估計它的年齡為4億8,000萬歲，並有很高的自轉率，投影自轉速度高達每秒138公里。它的質量是太陽質量的1.54倍，來自有效溫度7,194K的光球表面輻射量是太陽光度的11.8倍。

## 外部連結
- Image 18 Aquarii